# Yours for the Asking
Yours for the Asking és una pel·lícula de comèdia estatunidenca de 1936 dirigida per Alexander Hall i protagonitzada per George Raft, Dolores Costello i Ida Lupino.

## Argument
Johnny Lamb regenta un casino secret a Miami. Coneix la Lucille Sutton, una famosa empobrida, i decideix obrir un casino a la seva mansió. Els seus amics es preocupen que la Lucille arruïni en Johnny, així que contracten els estafadors Gertie Malloy i Dictionary McKinney per fer-se passar per gent de la societat per seduir en Johnny. Llavors aquest s'enamora de la Gertie i demana l'ajuda de Lucille per cortejar-la.

## Repartiment
- George Raft com Johnny Lamb
- Dolores Costello com Lucille Sutton
- Ida Lupino com Gert Malloy
- Reginald Owen com Dictionary McKinney
- James Gleason com Saratoga
- Edgar Kennedy com Bicarbonate
- Lynne Overman com Honeysuckle
- Robert Gleckler com Slick Doran
- Groucho Marx com home que pren el sol (sense acreditar)
- Dennis O'Keefe com home (sense acreditar)
- Charles Ruggles com home que pren el sol (sense acreditar)
- Ellen Drew com noia (sense acreditar)
- Thomas A. Curran com home (sense acreditar)

## Producció
La pel·lícula era coneguda com The Duchess. Paramount ho va anunciar l'octubre de 1935 amb Raft contractat des del principi. Ho havia de fer després deIt Had to Happen, que va fer a Fox. El títol es va canviar a Yours for the Asking l'abril de 1936.
Groucho Marx, Charles Ruggles i Tookie Spreckles van aparèixer com a extres quan la pel·lícula va rodar algunes imatges a l'illa de Coronado a l'Hotel del Coronado.

## Recepció
La pel·lícula només va obtenir un petit benefici.